# Felicula

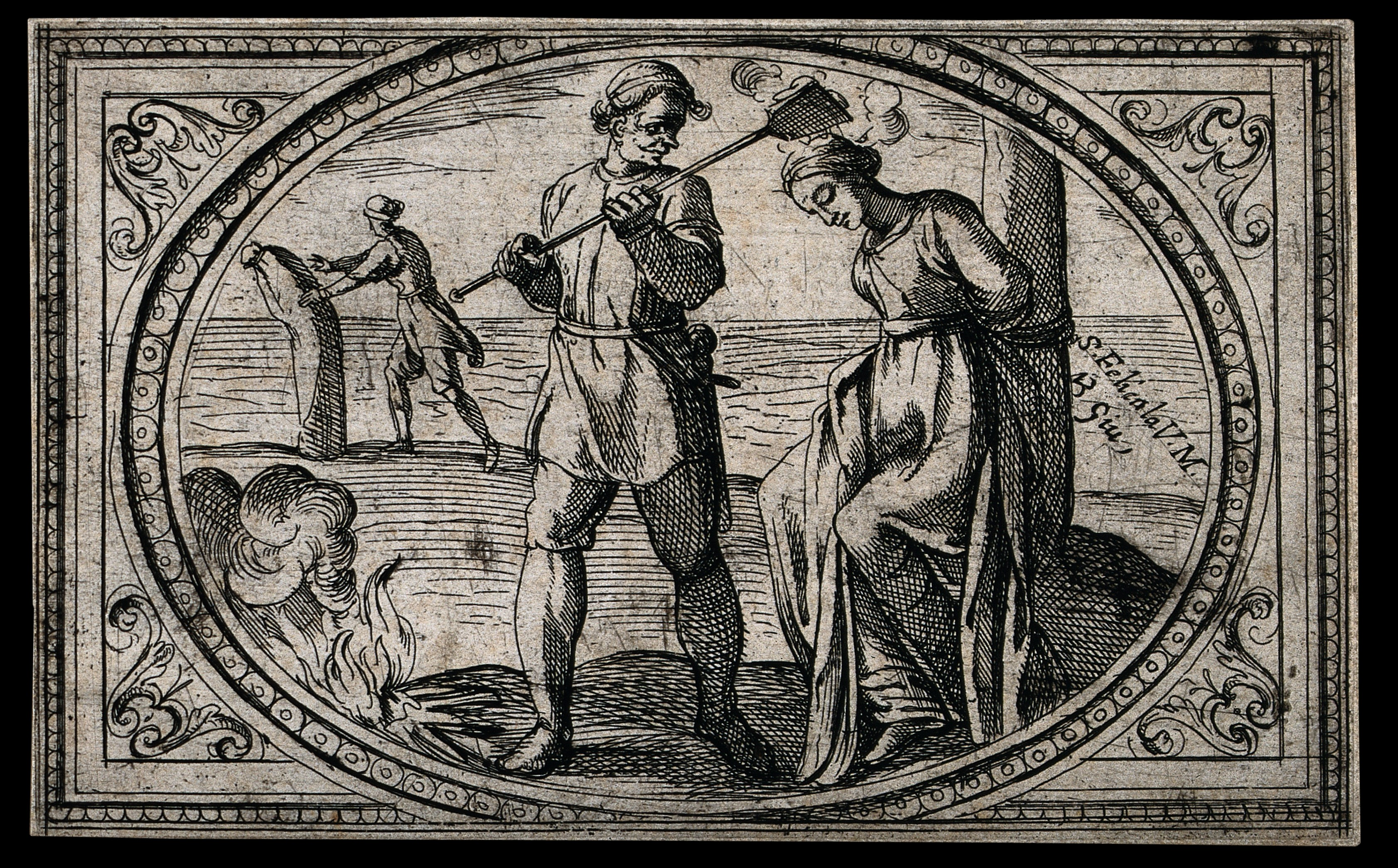
Felicula

Felicula († um 90 in Rom) war eine frühe Christin und Märtyrerin.

## Leben
Der Legende nach war Felicula eine Vertraute der Heiligen Petronilla, die angeblich eine Tochter des Apostels Petrus war. Felicula sei Jungfrau gewesen und habe sich geweigert, einen wohlhabenden Römer zu ehelichen und dessen Göttern zu opfern, woraufhin sie zum Tode verurteilt, hingerichtet und ihr Leichnam in die Kloake geworfen worden sei. Der Heilige Nikomedes, der auch Petronilla in ihrem Martyrium beigestanden haben soll, habe dann den Leichnam der Felicula gerettet und ihn nahe der Via Ardeatina ehrenvoll bestattet, bevor er selbst das Martyrium erlitt.
Gedenktag der Heiligen ist der 13. Juni.